# Lista de volumes de Dragon Ball
O mangá Dragon Ball escrito e ilustrado por Akira Toriyama, foi publicado pela editora Shueisha na revista Weekly Shōnen Jump. O primeiro capítulo de Dragon Ball foi publicado em dezembro de 1984 e a publicação encerrou em junho de 1995 no capítulo 519, contando com 42 Volumes. Nesta página, estão listados os volumes do mangá (com links para as página com os capítulos). No Japão, foi publicado em duas versões de grande destaque:
- Em Tankōbon (Volume Padrão), com 42 volumes, publicados entre setembro de 1985 e agosto de 1995.
- Em Kanzenban (Edição de Luxo), com 34 volumes, publicados entre dezembro de 2002[1] e abril de 2004.[2]

No Brasil, foi licenciado pela editora Conrad e publicado em 83 edições (32 edições de Dragon Ball e 51 edições de Dragon Ball Z) entre novembro de 2000 e outubro de 2003. Posteriormente, a Conrad começou a publicar a Edição Definitiva (Kanzenban), entre maio de 2005 e março de 2009 foram publicados 16 volumes (de 34 no total) e em maio de 2011 foi anunciado oficialmente pela editora Conrad o cancelamento da série.

Atualmente, é licenciado pela editora Panini e foi publicado entre maio de 2012 e outubro de 2015.

## Volumes 1~16 - Dragon Ball
Primeira parte do mangá. Engloba os capítulos do 1 ao 192 (os capítulos 193 e 194 também, mas eles foram compilados no volume 17). Coincide com o anime Dragon Ball.
| - 1. Bulma e Son Goku - 2. E as Bolas?ǃ - 3. Goku Corre Para o Mar - 4. A Kinto-Un do Tartaruga Eremita - 5. Oolong Entra em Cenaǃ - 6. Oolong vs. Son Goku - 7. Yamcha e Puar - 8. O Terrível Yamchaǃǃ - 9. As Dragon Balls Em Perigoǃǃ - 10. Um Grande Golpe - 11. O Gyumao do Monte Frypan | - 1. ブルマと孫悟空 (Buruma to Son Gokū) - 2. 球ボールがない!! (Bōru ga Nai!!) - 3. 悟空・海へ走る (Gokū · Umi e Hashiru) - 4. 亀仙人の筋斗雲 (Kame-Sen’nin no Kinto-Un) - 5. ウーロンあらわる!! (Ūron Arawaru!) - 6. ウーロン対決孫悟空 (Ūron Taiketsu Son Gokū) - 7. ヤムチャとプーアル (Yamucha to Pūaru) - 8. ヤムチャおそるべし!! (Yamucha Osorubeshi!!) - 9. ドラゴンボール危うし!! (Doragon Bōru Ayaushi!!) - 10. 強盗大策戦 (Gōtō Dai-Sakusen) - 11. フライパン山の牛魔王 (Furaipan Yama no Gyūmaō) |

| - 12. Em Busca do Tartaruga Eremita - 13. O Basho-Sen do Tartaruga Eremita - 14. O Kamehame-Ha do Tartaruga Eremita - 15. A Descoberta do Qi Xing Qiu - 16. Orelhas de Coelho - 17. A Técnica Especial do Chefe - 18. O Roubo das Dragon Ballsǃǃ - 19. Finalmente, o Dragão Apareceǃ - 20. O Desejo Pedido a Shen Longǃǃ - 21. Lua Cheia - 22. A Grande Transformação de Goku - 23. A Separação da Dragon Team - 24. O Preço do Treino do Tartaruga Eremita | - 12. 亀仙人をたずねて (Kame-Sen’nin o Tazunete) - 13. 亀仙人の芭蕉扇 (Kame-Sen’nin no Bashō-Sen) - 14. 亀仙人のかめはめ波！！ (Kame-Sen’nin no Kamehameha!!) - 15. 七星球発見 (Chīshinchū Hakken) - 16. ウサギの耳 (Usagi no Mimi) - 17. オヤブンの得意技 (Oyabun no Tokui Waza) - 18. Ｄ。Ｂ。奪われる！！(Doragon Bōru Ubawareru!!) - 19. ついに龍あらわる！(Tsui ni Doragon Arawaru!) - 20. 神龍への願い！！ (Shenron e no Negai!!) - 21. 満月 (Mangetsu) - 22. 悟空の大変身 (Gokū no Dai-Henshin) - 23. ドラゴンチーム解散 (Doragon Chīmu Kaisan) - 24. 亀仙人の修業料 (Kame-Sen’nin no Shugyō Ryō) |

| - 25. A Chegada de um Rival!! - 26. Uma Estranha Rapariga - 27. Os Espirros de Lunch - 28. Começa o Treino!! - 29. A Procura Pela Pedra Com a Palavra “Tartaruga” - 30. Entrega de Leite - 31. O Duro Treino do Estilo Tartaruga - 32. Começa o Tenka'ichi Budokai!! - 33. O Poder do Treino!! - 34. Absolutamente Imparáveis! - 35. Os Combates Estão Decididos!! - 36. O Primeiro Combate | - 25. ライバル？参上！！ (Raibaru? Sanjō!!) - 26. ？な女の子 (Fushigi na On’na no Ko) - 27. ランチのクシャミ (Ranchi no Kushami) - 28. 修業はじまり！！ (Shugyō Hajimari!!) - 29. 亀マークの石さがし (Kame Māku no Ishi Sagashi) - 30. 牛乳配達 (Gyūnyū Haitatsu) - 31. 亀仙流の厳しい修業 (Kamesenryū no Kibishii Shugyō) - 32. 天下一武道会はじまる！！ (Tenka’ichi Budōkai Hajimaru!!) - 33. 修業の威力！！ (Shugyō no Iryoku!!) - 34. 天下無敵！(Tenka Muteki!) - 35. 対戦決定！！ (Taisen Kettei!!) - 36. 第１試合 (Dai-Ichi Shiai) |

## Volumes 17~42 - Dragon Ball Z
Segunda parte do mangá. Engloba os capítulos do 195 ao 519 (os capítulos 193 e 194, embora estejam compilados no volume 17, não fazem parte da Saga Z). Coincide com o anime Dragon Ball Z.
| N.º | Título | Data de lançamento original               | Data de lançamento lançamento licenciado |
| --- | --- | ----------------------------------------- | ---------------------------------------- |
| 17  | Um Terror Nunca Visto Antes かつてない恐怖 (Katsute Nai Kyōfu)                                                              | 10 de Maio de 1989 ISBN 4-08-851614-1     | Setembro de 2013                         |
| 18  | Son Gohan e Piccolo Daimaoh 孫悟空とピッコロ大魔王 (Son Gohan to Pikkoro Daimaō)                                            | 10 de Julho de 1989 ISBN 4-08-851615-X    | Outubro de 2013                          |
| 19  | Rápido! Son Goku いそげ!孫悟空 (Isoge! Son Gokū)                                                                            | 10 de Novembro de 1989 ISBN 4-08-851616-8 | Novembro de 2013                         |
| 20  | Super Batalha Decisiva!! 天下分け目の超決戦!! (Tenkawakeme no Chōkessen!!)                                                  | 10 de Janeiro de 1990 ISBN 4-08-851617-6  | Dezembro de 2013                         |
| 21  | Avante! Para Namekusei めざせ!ナメックの星 (Mezase! Namekku no Hoshi)                                                       | 10 de Abril de 1990 ISBN 4-08-851618-4    | Janeiro de 2014                          |
| 22  | A Resistência dos Namekuseijins ナメック星人の抵抗 (Namekkuseijin no Teikō)                                                 | 10 de Julho de 1990 ISBN 4-08-851619-2    | Fevereiro de 2014                        |
| 23  | O Terrível Esquadrão de Ginew 恐怖のギニュー特戦隊 (Kyōfu no Ginyū Tokusentai)                                              | 8 de Outubro de 1990 ISBN 4-08-851620-6   | Março de 2014                            |
| 24  | Goku ou Ginew!? 悟空か!?ギニューか!? (Gokū ka!? Ginyū ka!?)                                                                 | 10 de Janeiro de 1991 ISBN 4-08-851414-9  | Abril de 2014                            |
| 25  | A Super Transformação de Freeza!! フリーザ超変身!! (Furīza Chōhenshin!!)                                                    | 8 de Março de 1991 ISBN 4-08-851415-7     | Maio de 2014                             |
| 26  | Son Goku... Revive!! 孫悟空…復活!! (Son Gokū... Fukkatsu!!)                                                                 | 10 de Junho de 1991 ISBN 4-08-851416-5    | Junho de 2014                            |
| 27  | O Lendário Super Saiyajin 伝説の超サイヤ人 (Densetsu no Sūpā Saiyajin)                                                      | 7 de Agosto de 1991 ISBN 4-08-851417-3    | Julho de 2014                            |
| 28  | O Garoto que Veio do Futuro 未来から来た少年 (Mirai kara Kita Shōnen)                                                       | 8 de Novembro de 1991 ISBN 4-08-851418-1  | Agosto de 2014                           |
| 29  | Goku, Derrotado! 悟空、敗れる! (Gokū, Yabureru!)                                                                            | 10 de Março de 1992 ISBN 4-08-851419-X    | Setembro de 2014                         |
| 30  | Mal Presságio 邪悪な予感 (Jāku na Yokan)                                                                                    | 10 de Junho de 1992 ISBN 4-08-851420-3    | Outubro de 2014                          |
| 31  | A Aproximação Sorrateira de Cell 忍びよるセル (Shinobiyoru Seru)                                                            | 4 de Agosto de 1992 ISBN 4-08-851686-9    | Novembro de 2014                         |
| 32  | Cell Alcança sua Forma Perfeita!! セルの完全体 完成!! (Seru no Kanzentai Kansei!!)                                          | 2 de Outubro de 1992 ISBN 4-08-851687-7   | Dezembro de 2014                         |
| 33  | Começa o Jogo do Cell セルゲーム始まる (Seru Geemu Hajimaru)                                                                | 26 de Dezembro de 1992 ISBN 4-08-851688-5 | Janeiro de 2015                          |
| 34  | O Guerreiro que Superou Goku 悟空を越えた戦士 (Gokū o Koeta Senshi)                                                         | 4 de Junho de 1993 ISBN 4-08-851689-3     | Fevereiro de 2015                        |
| 35  | Adeus Guerreiros さようなら戦士たち (Sayōnara Senshitachi)                                                                  | 3 de Setembro de 1993 ISBN 4-08-851700-8  | Março de 2015                            |
| 36  | Nasce um Novo Herói!! ニューヒーロー誕生!! (Nyū Hīrō Tanjō!!)                                                               | 4 de Novembro de 1993 ISBN 4-08-851495-5  | Abril de 2015                            |
| 37  | O Plano Começa a Fluir 動き始めた作戦 (Ugoki Hajimeta Sakusen)                                                              | 4 de Abril de 1994 ISBN 4-08-851496-3     | Maio de 2015                             |
| 38  | Uma Batalha Predestinada - Son Goku Contra Vegeta 宿命の対決 孫悟空対ベジータ (Shukumei no Taiketsu - Son Gokū Tai Bejiita) | 4 de Agosto de 1994 ISBN 4-08-851497-1    | Junho de 2015                            |
| 39  | Adeus, Guerreiro Orgulhoso さらば誇り高き戦士 (Saraba Hokori Takaki Senshi)                                                 | 2 de Dezembro de 1994 ISBN 4-08-851498-X  | Julho de 2015                            |
| 40  | A Última Arma Secreta, o Exército da Terra!! 地球軍、最後の秘密兵器!! (Chikyūgun, Saigo no Himitsu Heiki!!)                 | 3 de Março de 1995 ISBN 4-08-851499-8     | Agosto de 2015                           |
| 41  | Dê o Seu Melhor, Super Gotenks-kun がんばれ 超ゴテンクスくん (Ganbare Sūpā Gotenkusukun)                                    | 2 de Junho de 1995 ISBN 4-08-851500-5     | Setembro de 2015                         |
| 42  | Adeus, Mundo do Dragão バイバイ ドラゴンワールド (Baibai Doragon Wārudo)                                                    | 4 de Agosto de 1995 ISBN 4-08-851090-9    | Outubro de 2015                          |

## Dragon Ball SD
Dragon Ball SD é um mangá spin-off colorido escrito e ilustrado por Naho Ōishi que foi publicado na revista Saikyo Jump da Shueisha desde sua edição de estréia lançado em dezembro de 2010. O mangá é uma releitura condensada de várias aventuras de Goku como uma criança, com muitos detalhes alternados, em um estilo de arte Super deformed, daí o título. Após quatro capítulos, a Saikyō Jump trimestral mudou para um cronograma mensal. Os capítulos publicados desde da troca da foram encadernados em volumes tankōbon desde 4 de abril de 2013.
| - 001. "Bulma, Son Goku and the Dragon Balls" (ブルマと悟空とドラゴンボール, Buruma to Gokū to Doragon Bōru) - 002. "Transforming Yōkai, Oolong" (変身妖怪ウーロン, Henshin Yōkai Ūron) - 003. "Yamcha, Wolf of the Wilderness" (荒野の狼ヤムチャ, Kōya no Ōkami Yamucha) - 004. "Gyū-Maō of Fry-Pan Mountain" (フライパン山の牛魔王, Furaipan Yama no Gyūmaō) - 005. "Shenlong Appears" (神龍あらわる！, Shenron Arawaru!) - 006. "Goku's Great Transformation" (悟空の大変身, Gokū no Dai-Henshin) - 007. "Find a Pichi-Pichi Gal!!" (ぴちぴちギャルを探せ！！, Pichi-Pichi Gyaru o Sagase!!) - 008. "The Training Begins!!" (修行開始！！, Shugyō Kaishi!!) - 009. "The Curtain Rises on the Tenka'ichi Budōkai!!!" (天下一武道会開幕！！！, Tenka’ichi Budōkai Kaimaku!!!) |

| - 010. "Offense and Defense! Kuririn vs. Jackie" (大攻防！ クリリンＶＳジャッキー, Dai-Kōbō! Kuririn Bāsasu Jakkī) - 011. "The Grand Finals!!" (大決勝戦！！, Dai-Kesshōsen!!) - 012. "The Tenka'ichi Budōkai in a Great Uproar!!!" (天下一武道会大騒然！！！, Tenka’ichi Budōkai Dai-Sōzen!!!) - 013. "Struggle for the Dragon Balls" (ドラゴンボール争奪戦, Doragon Bōru Sōdatsusen) - 014. "Confrontation! Ninja Murasaki!" (対決！ 忍者ムラサキ, Taiketsu! Ninja Murasaki) - 015. "The End of Muscle Tower!!" (マッスルタワーの最期！！, Massuru Tawā no Saigo!!) - 016. "Let's Find the Dragon Balls" (探そうぜ！ ドラゴンボール, Sagasō ze! Doragon Bōru) - 017. "General Blue Begins His Attack" (攻撃開始！ ブルー将軍, Kōgeki Kaishi! Burū Shōgun) - 018. "A Pirate Ghost Appears?!" (海賊の亡霊あらわる！？, Kaizoku no Bōrei Arawaru!?) |

| - 019. "Clash! The Shining Eyes of General Blue!!" (激突！ 光る瞳のブルー将軍！！, Gekitotsu! Hikaru Hitomi no Burū Shōgun!!) - 020. "The Great Escape!!" (大脱出！！, Dai-Dasshutsu!!) - 021. "The Holy Land of Karin" (聖地カリン, Seichi Karin) - 022. "Brutal! The Assassin “Taopaipai”" (残虐！ 殺し屋“桃白白”, Zangyaku! Koroshiya “Taopaipai”) - 023. "Karin-sama of Karin Tower" (カリン塔のカリン様, Karin Tō no Karin-sama) - 024. "Steal! The Super Holy Water!!" (うばえ！ 超聖水！！, Ubae! Chō-Seisui!!) - 025. "Great Battle in the Holy Land!!!" (聖地の大決戦！！！, Seichi no Dai-Kessen!!!) - 026. "Assault on Red Ribbon Headquarters!!" (突撃！ レッドリボン軍総本部！！, Totsugeki! Reddo Ribon Gun Sō-Honbu!!) - 027. "Son Goku Marches Forward" (孫悟空快進撃！, Son Gokū Kai-Shingeki!) - 028. "A Great Victory!!!" (大勝利！！！, Dai-Shōri!!!) |

## Dragon Ball Super
O anime Dragon Ball Super, escrito por Toriyama, está sendo adaptado para um mangá acompanhado ilustrado por Toyotarō. Começou a ser publicado na edição de agosto de 2015 da V Jump, que foi lançada em 20 de junho de 2015. A Shueisha começou a encadernar os capítulos em volumes tankōbon com o primeiro volume publicado em 4 de abril de 2016.
| - "God of Destruction's Premonition" (破壊神の予知夢, Hakaishin no Yochimu) - "Goku Defeated" (孫悟空の敗北, Son Gokū no Haiboku) - "The Rage of Beerus" (ビルスの怒り, Birusu no Ikari) - "Battle of Gods" (神と神, Kami to Kami, lit. "God and God") - "Beerus and Champa" (ビルスとシャンパ, Birusu to Shanpa) - "Tournament Preparation" (大会の準備, Taikai no Junbi) - "Warriors from Universe 6" (第６宇宙の戦士たち, Dai Roku Uchū no Senshi-tachi) - "The Battle Begins!" (試合開始！, Shiai Kaishi!) - "Goku vs. Botamo" (悟空ＶＳボタモ, Gokū Bāsasu Botamo) |

| - "Frost's True Form" (フロストの正体, Furosuto no Shōtai) - "Vegeta's Turn!!" (ベジータ登場！！, Bejīta Tōjō!!) - "Saiyan's Pride" (サイヤ人の誇り, Saiya-jin no Hokori) - "The Winning Universe is Decided!" (優勝宇宙、ついに決定！！, Yūshō Uchū, Tsui ni Kettei!!) - "SOS From the Future" (未来からのＳＯＳ, Mirai Kara no Esu Ō Esu) - "Hope!! Once Again" (HOPE！！ 再び, Hope!! Futabi) |

| - "Future Trunks' Past" (“未来”トランクスの過去, “Mirai” Torankusu no Kako) - "Zamas: The Next Lord of Lords from Universe 10" (次期第１０宇宙界王神候補ザマス, Jiki Dai-Jū Uchū Kaiōshin Kōho Zamasu) - "Goku Black's True Identity" (ゴクウブラックの正体, Gokū Burakku no Shōtai) - "Another Zamas" (もう一人のザマス, Mō Hitori no Zamasu) - "The Zero Human Project" (人間ゼロ計画, Ningen Zero Keikaku) |

| - "Last Chance for Hope" (HOPEへのラストチャンス, Hōpu e no Rasuto Chansu) - "Zamas' Final Trump Card" (ザマスの最終手段, Zamasu no Saishū Shudan) - "The Potara's True Worth" (ポタラの真価, Potara no Shinka) - "Son Goku's Evolution" (孫悟空の進化, Son Gokū no Shinka) |

| - "Will It Be Goku?! Or Zamas?!" (悟空か！？ザマスか！？, Gokū Ka!? Zamasu Ka!?) - "The Decisive Battle! Farewell, Trunks!" (決戦！さらばトランクス, Kessen! Saraba Torankusu) - "Life, Training and..." (修行と日常そして…, Shugyō to Nichijō Soshite...) - "The Gods of Destruction From All 12 Universes" (12宇宙の破壊神, Jū Ni Uchū no Hakaishin) |

| - "Toppo, Universe 11 God of Destruction Candidate!" (第11宇宙破壊神候補トッポ, Dai Jū Ichi Uchū Hakaishin Kōho Toppo) - "The Man Named Jiren" (ジレンという男, Jiren to Iu Otoko) - "The Super Soldiers Gather!" (集まれ超戦士たち！, Atsumare Chō Senshi-Tachi！) - "The Super Soldiers Gather! Part 2" (集まれ超戦士たち！ 2, Atsumare Chō Senshi-Tachi！ 2) |

| - "Universe Survival! The Tournament of Power Begins!!" (宇宙サバイバル！力の大会開始！, Uchū Sabaibaru! Chikara no Taikai Kaishi!) - "The First Doomed Universe" (最初の消滅宇宙, Saisho no Shōmetsu Uchū) - "Hit vs. Jiren!" (ヒットＶＳジレン！, Hitto Bāsasu Jiren!) - "Quirky Competitors" (個性的な選手たち, Kosei-tekina Senshu-tachi) |

### Capítulos não encadernados
- "Awaken, Super Saiyan Kale" (覚醒·超サイヤ人ケール, Kakusei · Supa Saiya-jin Kēru)
- "Universe 6's Last Resort" (第6宇宙の最終手段, Dai Roku Uchū no Saishū Shudan)
- "Sign of Son Goku's Awakening" (孫悟空覚醒の”兆”, Son Gokū Kakusei no "Kizashi")
- "Jiren vs. Universe 7" (ジレンＶＳ第7宇宙, Jiren Bāsasu Dai nana Uchū)

## Super Dragon Ball Heroes: Ankoku Makai Mission
Super Dragon Ball Heroes: Ankoku Makai Mission (スーパードラゴンボールヒーローズ　暗黒魔界ミッション！, Sūpā Doragon Bōru Hīrōzu Ankoku Makai Misshon)) é um mangá escrito e ilustrado por Yoshitaka Nagayama. Ele começou a ser publicado na edição de setembro de 2016 da revista Saikyō Jump, que foi lançado em 5 de agosto de 2016. É um mangá tie-in do jogo arcade baseado em cartas Super Dragon Ball Heroes.  A Shueisha começou a encadernar os capítulos em volumes tankōbon com o primeiro volume publicado em 2 de maio de 2017.
| N.º | Título                                            | Data de lançamento lançamento original | ISBN lançamento original |
| --- | ------------------------------------------------- | -------------------------------------- | ------------------------ |
| 1   | Shutsudō! Taimu Patorōru (出動！タイムパトロール) | 2 de maio de 2017                      | 978-4-08-881110-9        |
| 2   | Ankoku Makai Fukkatsu no Toki (暗黒魔界復活の時)  | 2 de maio de 2018                      | 978-4-08-881487-2        |

## Dragon Ball Side Story: The Case of Being Reincarnated as Yamcha
Dragon Ball Side Story: The Case of Being Reincarnated as Yamcha (ドラゴンボール外伝　転生したらヤムチャだった件, Doragon Bōru Gaiden: Tensei-shitara Yamucha Datta Ken) é um mangá spin-off de três capítulos escrito e ilustrado por Dragon Garow Lee sobre um garoto do ensino médio que acorda no corpo de Yamcha no manga Dragon Ball após um acidente. Sabendo o que vem depois da história, ele treina como Yamcha para torná-lo o guerreiro mais forte. Foi publicado na revista digital Shōnen Jump + de 12 de dezembro de 2016 a 14 de agosto de 2017. A Shueisha encadernou os capítulos em um único volume tankōbon em 2 de novembro de 2017.
| N.º | Título                                                                                                | Data de lançamento lançamento original | ISBN lançamento original |
| --- | --- | -------------------------------------- | ------------------------ |
| 1   | Doragon Bōru Gaiden: Tensei-shitara Yamucha Datta Ken (ドラゴンボール外伝 転生したらヤムチャだった件) | 2 de novembro de 2017                  | 978-4-08-881110-9        |